# Steven Seagal: Lawman

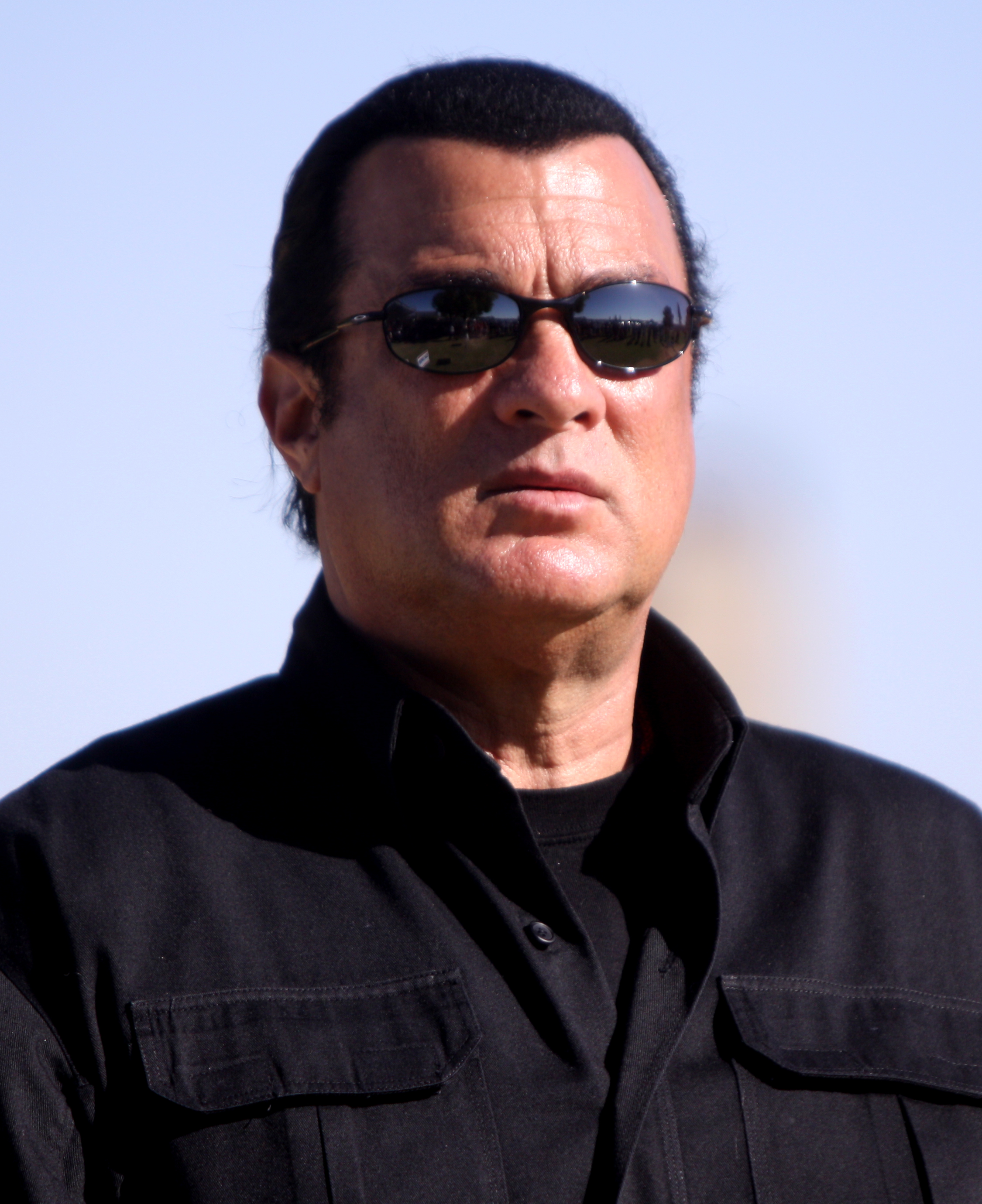
Steven Seagal in Arizona am 27. Oktober 2012

Steven Seagal: Lawman ist eine amerikanische Reality-TV-Serie, die ab dem 2. Dezember 2009 auf A&E Network ausgestrahlt wurde. Die Hauptfigur der Serie ist Steven Seagal, der Reserve Deputy Chief Sheriff in Jefferson Parish, Louisiana ist.

## Inhalt, Ausstrahlung & Produktion
Im Vorspann wird erwähnt, dass Steven Seagal seit 20 Jahren Sheriff in Jefferson Parish ist. Die Sendung zeigt den Alltag von Steven Seagal auf Streife und als Waffen- und Kampfsporttrainer.
Die Ausstrahlung und Produktion der Reality-Serie wurde im Frühjahr 2010 aufgrund einer Anzeige wegen sexueller Belästigung gegen Seagal unterbrochen. Eine weitere Produktion war zunächst ungewiss, da das Sheriffs-Department die Dreharbeiten aufgrund der Anklage und einer negativen Beeinflussung der Polizeiarbeit durch die Dreharbeiten untersagte. Nachdem die Anzeige zurückgezogen wurde, ist sie fortgesetzt worden. Die dritte Staffel der Serie begann Anfang des Jahres 2012.

## Episodenliste
| Nummer (gesamt) | Nummer (Staffel) | Originaltitel                  | Deutscher Titel                 | Erstausstrahlung (A&E Network) | Deutsche Erstausstrahlung (RTL II) |
| 01              | 01               | The Way of the Gun             | Zen und Waffen                  | 2. Dezember 2009               | 10. April 2013                     |
| 02              | 02               | The Deadly Hand                | Nachhilfe in Selbstverteidigung | 2. Dezember 2009               | 10. April 2013                     |
| 03              | 03               | Killer Canines                 | Vorsicht, bissige Hunde!        | 9. Dezember 2009               | 10. April 2013                     |
| 04              | 04               | Too Young to Die               | Steven spielt den Blues         | 9. Dezember 2009               | 17. April 2013                     |
| 05              | 05               | Firearms of Fury               | Gutes Training ist alles!       | 16. Dezember 2009              | 17. April 2013                     |
| 06              | 06               | The Student Becomes the Master | Harrys Vermächtnis              | 16. Dezember 2009              | 24. April 2013                     |
| 07              | 07               | To Live or Die                 | Neuanfang                       | 23. Dezember 2009              | 24. April 2013                     |
| 08              | 08               | Medicine Man                   | Johnnys Angst vor Nadeln        | 30. Dezember 2009              | 1. Mai 2013                        |
| 09              | 09               | Crack War                      | Wege aus der Sucht              | 6. Januar 2010                 | 1. Mai 2013                        |
| 10              | 10               | A Parish Under Siege           | Kampf den Nagern                | 13. Januar 2010                | 8. Mai 2013                        |
| 11              | 11               | Street Justice                 | Das Gesetz der Straße           | 20. Januar 2010                | 8. Mai 2013                        |
| 12              | 12               | Narc Force                     | Drogeneinsatz                   | 27. Januar 2010                | 15. Mai 2013                       |
| 13              | 13               | Ruthless Judgment              | Die letzte Schicht              | 3. Februar 2010                | 15. Mai 2013                       |

| Nummer (gesamt) | Nummer (Staffel) | Originaltitel       | Deutscher Titel | Erstausstrahlung (A&E Network) | Erstausstrahlung |
| 14              | 01               | They Drive by Night |                 | 6. Oktober 2010                |                  |
| 15              | 02               | Blade Master        |                 | 6. Oktober 2010                |                  |
| 16              | 03               | Crossfire           |                 | 13. Oktober 2010               |                  |
| 17              | 04               | The Perfect Target  |                 | 13. Oktober 2010               |                  |
| 18              | 05               | On Dangerous Ground |                 | 20. Oktober 2010               |                  |
| 19              | 06               | Gimme Shelter       |                 | 27. Oktober 2010               |                  |
| 20              | 07               | The Innocents       |                 | 3. November 2010               |                  |
| 21              | 08               | Under the Influence |                 | 10. November 2010              |                  |

| Nummer (gesamt) | Nummer (Staffel) | Originaltitel      | Deutscher Titel | Erstausstrahlung (A&E Network) | Erstausstrahlung |
| 22              | 01               | Drug Warriors      |                 | 1. April 2012                  |                  |
| 23              | 02               | Cops And Cons      |                 | 1. April 2012                  |                  |
| 24              | 03               | The Knife’s Edge   |                 | 8. April 2012                  |                  |
| 25              | 04               | Above The Border   |                 | 8. April 2012                  |                  |
| 26              | 05               | Ancient Secrets    |                 | 15. April 2012                 |                  |
| 27              | 06               | Sensei And Student |                 | 15. April 2012                 |                  |
| 28              | 07               | Righteous Justice  |                 | 22. April 2012                 |                  |

## DVD-Veröffentlichung
Vereinigte Staaten
- Staffel 1 erschien am 30. März 2010.

Großbritannien
- Staffel 1 erschien am 15. März 2010.
- Staffel 2 erschien am 14. März 2011.

Deutschland
- Staffel 1 erschien am 27. Juli 2012 auf DVD und Blu-ray Disc.